# Cenk Tosun
Cenk Tosun (* 7. června 1991 Wetzlar) je turecký profesionální fotbalista, který hraje na pozici útočníka za turecký klub Beşiktaş JK. V mládežnických kategoriích reprezentoval Německo i Turecko, na seniorské úrovni pak oblékal dres národního týmu Turecka. Mezi lety 2013 a 2023 nastoupil do 49 reprezentačních utkání, ve kterých vstřelil 18 branek.

## Klubová kariéra
V mládí nastupoval v Německu za týmy SG Praunheim, SV Raunheim a Eintracht Frankfurt. V seniorské kopané debutoval v dresu Eintrachtu Frankfurt.
V roce 2011 odešel do Turecka do klubu Gaziantepspor. V létě 2014 přestoupil do istanbulského Beşiktaşe.

## Reprezentační kariéra

### Německo
Cenk Tosun nastupoval za německé mládežnické reprezentace U16 až U21.

### Turecko
V roce 2012 odehrál dva zápasy za tureckou jedenadvacítku (proti Maďarsku a Dánsku).
V A-týmu Turecka debutoval 15. 10. 2013 v kvalifikačním utkání v Istanbulu proti týmu Nizozemska (prohra 0:2).